# 麗貝卡 (喬治亞州)
麗貝卡（英語：Rebecca）是一個位於美國喬治亞州特納縣的城市。

## 地理
麗貝卡的座標為31°48′28″N 83°29′16″W / 31.80778°N 83.48778°W，而該地的平均海拔高度為107米（即351英尺）。

## 人口
根據2010年美國人口普查的數據，麗貝卡的面積為2.00平方千米，當中陸地面積為2.00平方千米，而水域面積為0.00平方千米。當地共有人口187人，而人口密度為每平方千米93.5人。